# Mestni muzej, Sansepolcro
Mestni muzej, italijansko Museo Civico di Sansepolcro ali Museo Comunale je mestna ali občinska umetniška galerija. Nahaja se v vrsti povezanih palač, vključno s srednjeveško nekdanjo palačo Palazzo della Residenza, palačo Conservatori del Popolo (ali Comunale) in palačo del Capitano o Pretorio, ki se nahaja na ulici Via Niccolò Aggiunti, blizu središča  Sansepolcra, prej Borgo Santo Sepolcro v pokrajini  Arezzo v italijanski deželi Toskana v Italiji. Muzej je bil ustanovljen leta 1975.

## Zgodovina
Stavbo so v 14. stoletju zasedale vladne pisarne mesta. V naslednjih stoletjih so jo preuredili v zasebna stanovanja. Vključili so nekdanji Monte Pio, zgodnji primer Monte di Pietà – ustanova pobožnosti.
Leta 1456 so jo preuredili v Palazzo dei Conservatori, krasila pa jo je slavna freska Vstajenje, ki jo je naslikal Piero della Francesca. Samostojna freska je vidna skozi stekleno razgledno površino. V muzeju je tudi Pierov poliptih oltarne slike  Madona usmiljenja s stranskimi ploščami svetnikov in dva fresko fragmenta, ki prikazujeta Svetega Julijana Hospitalca in sv. Ludvika Touluškega
Med drugimi umetniki v zbirki so: Giuliano Amidei, Leandro Bassano, Antonio in Remigio Cantagallina, Jacopo Carrucci (il Pontormo), Agostino Ciampelli, Raffaellino dal Colle, Domenico Cresti, Giovanni Battista Cungi, Jacopo Empoli, Cristoforo Gherardi, Matteo di Giovanni, Sinibaldo Ibi, Giovanni del Leone, Giovanni Battista Mercati, Gerino da Pistoia, Andrea Pozzo, Andrea Della Robbia, Raffaello Schiaminossi, Santi di Tito, Angelo Tricca, Giovanni de ’Vecchi in Federico Zoi.